# 下関市立豊浦小学校
下関市立豊浦小学校（しものせきしりつ とよらしょうがっこう）は、山口県下関市長府亀の甲二丁目にある公立小学校。

## 概要
山口県立長府高等学校と下関市立豊浦幼稚園と隣接し、周辺には下関市立長府中学校や山口県立豊浦高等学校があり、長府の教育の中心地といえる場所に位置する。広い敷地と、140年以上の歴史を持っている。
同長府地区にある、下関市立長府小学校は、本校が分離したものである。

## 校名の由来
なお、学校名は、長府の古名が豊浦（とよら）であることに由来する。従って読み方は「とよら」であり、「とようら」（旧豊浦郡・旧豊浦町など）ではない。そもそも豊浦郡の郡名も郡の中心地が長府にあったことによるため、豊浦小学校と旧豊浦郡はまったく無関係な名称というわけではない。現在、長府の中でも住居表示が実施されていない地域では、「下関市大字豊浦村（とよらむら）」のような大字名として豊浦の地名が残っている。（一方、旧豊浦郡4町のうちのひとつであった旧豊浦町という町名は、町成立の際につけられたもので、比較的歴史は浅い。）豊浦小学校と同様に、豊浦高校も読み方は「とよら」である。

## 沿革
開校の起源は、1792年（寛政4年）に長府藩によって開校した「敬業館」と、1864年（元治元年）長府藩士によって開校した「集童場」が起源と言われている。
（敬業館は別に、県立豊浦中学校となり、現在の山口県立豊浦高等学校にもなっている）
- 1871年（明治4年） - 豊浦小学（敬業館小学部）開校。
- 1873年（明治6年）4月 - 第五大学区山口県管下第二十八中学区豊浦第一番小学開校（現在の小学校の起源）。
- 1874年（明治7年）6月 - 豊浦第一小学が銭山小学・東明小学・鞏昌小学・日躋小学・鷺橋小学・野久留米小学の分校と共に授業開始。後に野久留米小学が溪山小学に改称。
- 1875年（明治8年） - 銭山小学と東明小学を統合し新盛小学として開校し、機石小学が増設。
- 1876年（明治9年） - 機石小学が溪山小学分校となる。
- 1878年（明治11年） - 鞏昌小学と日躋小学を統合し印内小学として開校。
- 1882年（明治15年） - 八幡山簡易小学開校。
- 1884年（明治17年）12月 - 八幡山簡易小学を新盛小学に統合。
- 1886年（明治19年）11月8日 - 忌宮神社境内に校地を開き、鷺橋小学・新盛小学・印内小学（日躋小学）を移築し、取りまとめ、豊浦小学校として開校。
- 1887年（明治20年）4月1日 - 豊浦尋常小学校と改称。高等科・簡易小学を設置。
- 1888年（明治21年）3月28日 - 豊浦郡三模範小学校に指定。
- 1888年（明治21年）3月 - 教育援助会創立。
- 1888年（明治21年）5月23日 - 毛利元敏臨校。
- 1889年（明治22年）9月16日 - 幼児哺育所（現在の豊浦幼稚園）を併置。
- 1892年（明治25年）2月20日 - 毛利元敏臨校。
- 1892年（明治25年）7月 - 簡易小学校を高等科に吸収。
- 1892年（明治25年）11月21日 - 高等科が独立し、豊浦高等小学校開校。
- 1893年（明治26年）4月 - 幼児哺育所を幼稚園として独立開園。
- 1900年（明治33年）4月 - 豊浦高等小学校に女子補習科（現・山口県立長府高等学校）を附設。
- 1900年（明治33年）4月 - 尋常小学校・高等小学校を沖田（現在の校地）へ移転計画が出される。
- 1902年（明治35年）4月 - 沖田に高等小学校のみ移転。
- 1902年（明治35年）11月9日 - 明治天皇臨校。毛利家より鳳輦を授かり、記念として「鳳輦の松」を植える。
- 1906年（明治39年）4月 - 校訓歌制定。
- 1908年（明治41年）6月16日 - 乃木希典臨校。
- 1910年（明治43年）9月1日 - 高等小学校を廃止し、豊浦尋常高等小学校開校。宮の杜を仮教場とする。
- 1913年（大正元年）4月26日 - 豊浦尋常高等小学校落成の歌唱歌。
- 1935年（昭和11年）11月9日 - 新校歌制定・発表（以前から校歌・開校記念歌・行幸記念歌があった）。
- 1936年（昭和12年）3月26日 - 長府町が下関市に合併し、校名を下関市立豊浦尋常高等小学校と改称。
- 1941年（昭和16年）4月1日 - 学制改変により、下関市立豊浦国民学校と改称。
- 1942年（昭和17年） - 児童数が2700名を超え、第二小学校新設計画浮上したが、長府大火により中止。
- 1947年（昭和22年）4月1日 - 学制改変により、下関市立豊浦小学校と改称。高等科を廃止し、長府中学校創設。
- 1947年（昭和22年）10月17日 - 長府大火発生。本校を対策本部とし、市長・知事が滞在。
- 1947年（昭和22年） - 育友会結成。
- 1953年（昭和33年） - 児童数が再び激増。3500名を超え、再度第二小学校新設計画浮上。
- 1962年（昭和37年）2月23日 - 北校舎不審火により火災し、木造2階建て校舎を全焼。
- 1979年（昭和54年）4月1日 - 新設された小学校を下関市立長府小学校として開校。

## 施設
現在でも生徒数が県内でも多く、900人近くの生徒がいる。図書室と音楽室は2教室ずつあり、理科室、普通教室にはインターネット接続されたパソコンがある。そのほか、本校独特なものは下記のとおり。

### 教育資料館
校地内にあり、学校に関する資料などが保存されている。普段は育友会が使用し、児童が立ち入る事はない。

### 敬業館
本館4階にあり、教育や生活に関する資料が保存されている。磁石式電話機や、田上菊舎の頭陀袋が保存されていたりと、貴重な品がある。郷土委員会という児童委員会もあり、児童と教員が保存活動をしている。

### 集童場（しゅうどうじょう）
本館4階にある、全面木の床の多目的教室。学年集会等はここで行われるときがある。

### 教育の森
グランドとは別に、児童が自由に遊べるアスレチック広場である。かつて6校舎が建っていた場所にあり、生徒減少により取り壊された際、育友会などが働きかけ造られた。様々な遊具があり、中央に2つの人工山があり、吊り橋で繋がっている。奥には長府の歴史を物語る数多くの石碑や、相撲の土俵、図工の授業で使用する焼窯がある。

## 学校行事

### 移杖式（いじょうしき）
毎年1月下旬に行われる。6年生がマーチングバンドを引退し、5年生に指揮棒や楽器（金管楽器と打楽器）を引き継ぐ。ここで6年生は最後の演奏をし、5年生は初めて全校の前で演奏する。

### とよら祭
毎年、11月中旬に開校記念日を設け、育友会が主催するバザー。学習発表会（学芸会）も同時開催する。この日には学校を開放し、多くの来客で賑わう。

## マーチングバンド
毎年6年生が結成する。大半の児童は鍵盤ハーモニカを受け持つが、金管クラブに所属している児童は金管楽器(後述)を、また、マーチングバンドのために結成される鼓笛隊(後述)に参加した児童は、各楽器を受け持ち演奏する。演奏する曲目は、校歌・紅葉の錦（長府毛利家）が手がけた行幸記念歌）が恒例曲で、もう1曲ポップス曲が毎年違う曲で選ばれ演奏される。
運動会やとよら祭のエンディング、卒業式の最後に披露される。

### マーチングバンド結成のきっかけ
下関市の豊浦小学校のマーチングバンドは、1962年に同窓会が学校に金管楽器などを贈ったのをきっかけに結成され、毎年6年生全員が参加して運動会や学校行事などで演奏を披露しています。

### 金管クラブ
3年の終わりにオーディションで選ばれた4～6年が所属する。4、5年は練習以外はマウスピースなどでの自主練習になっている。

トランペット、トロンボーン、アルトホルン、スーザフォンなどがある。

金管クラブのみ、長府地区のイベント等で演奏することもある。

### 鼓隊
5年の終わりにオーディションで選ばれた6年が所属する。

小太鼓、中太鼓、大太鼓、ティンプトン、鉄琴、木琴、シンバルなどがある。

## 合唱クラブ
本校には、有志で活動する合唱クラブが存在する。NHK全国学校音楽コンクール 小学校の部において、山口県大会、中国ブロック大会での金賞受賞や、全国大会出場の経験（1998年、1999年、2000年、2005年、2008年）もある。
ちなみに、獲得したトロフィーや賞状は職員室前に飾られている。

## 周辺施設
- 山口県立長府高等学校
- 山口県立豊浦高等学校
- 下関市立長府中学校
- 下関市立豊浦幼稚園
- 下関市立長府幼稚園
- 下関市立長府図書館
- 長府商店街
- 下関市役所長府支所